# Minoru Miki
Minoru Miki (三木 稔, Miki Minoru, Tokushima, 16 de març de 1930 - Mitaka, Tòquio, 8 de desembre de 2011) fou un compositor japonès i un director artístic, particularment conegut per les seves activitats de promoció a favor dels instruments musicals tradicionals japonesos (així com xinesos i coreans, i alguns dels seus intèrprets.
El seu ampli catàleg, on els anteriorment mencionats instruments tradicions i figures abundantment ja sigui sols o en diferents tipus d'ensemble, amb instruments occidentals o sense, demostra una llarg estil i diversitat. Inclou des d'òperes i obres per a orquestra, concerto, música de cambra i música per a solos, així com bandes sonores de pel·lícules.
Segurament, Miki fou el segon compositor japonès més conegut a l'estranger després de Tōru Takemitsu.
Va ser un pioner en la composició de música clàssica contemporània per grans combinacions d'instruments musicals tradicionals japonesos. El 1964 va fundar el grup Pro Musica Nipponia, per al que ha compost llargament.